# Pir Pandźal
Pir Pandźal (hindi: पीर पंजाल, trl.: Pīr Panjāl; urdu: پیر پنجال; ang.: Pir Panjal) – góry w północno-zachodnich Indiach na terenie stanów Dżammu i Kaszmir i Himachal Pradesh i północnym Pakistanie, zachodnia część Małych Himalajów. 

## Nazwa
Nazwa gór wywodzi się od nazwy przełęczy Pir Pandźal najczęściej uczęszczanej przełęczy pomiędzy Kaszmirem a Pendżabem.  

## Geografia
Góry Pir Pandźal w Małych Himalajach rozciągają się na długości ok. 320 km między dolinami rzek Kishanganga i Bjas. Ograniczają od południowego wschodu Kotlinę Kaszmirską. Ich średnia wysokość wynosi ponad 4000 m n.p.m. Zbudowane są z wapieni, andezytów i bazaltów. Stoki są strome i porozcinane głębokimi wąwozami. Występują tu liczne jeziora polodowcowe, cyrki lodowcowe oraz niewielkie lodowce. Góry na terenie Kiśtwar przecina rzeka Ćanab. Niższe partie porośnięte są gęstymi, głównie iglastymi lasami, w których występuje m.in. markur śruborogi i tar himalajski. 
W górach znajdują się trzy ważne przełęcze: Pir Pandźal (na wysokości 3494 m n.p.m.), używana przez Mogołów, Bundil Pir (na wysokości 4200 m n.p.m.) oraz Banihal (na wysokości 2832 m n.p.m.), obok której biegnie tunel drogowy zbudowany w latach 60. XX wieku, umożliwiający wjazd do Kotliny Kaszmirskiej od południa, nawet w okresie zimowym. Pierwsza droga przez Banihal powstała w latach 80. XIX wieku, kolejna dla samochodów w 1910, zmodernizowana w 1922 roku.   
Administracyjnie, Pir Pandźal znajduje się na terenie stanów Dżammu i Kaszmir i Himachal Pradesh w Indiach i Azad Dżammu i Kaszmir w Pakistanie.